# داگ دانیلز
داگ دانیلز (انگلیسی: Doug Daniels; ۲۱ اوت ۱۹۲۴ – ۲۰۰۴ (۷۹−۸۰ سال)) بازیکن فوتبال اهل بریتانیا بود.
از باشگاه‌هایی که در آن بازی کرده‌است می‌توان به باشگاه فوتبال چسترفیلد اشاره کرد.